# A Collection (album Underworld)
A Collection – album kompilacyjny zespołu Underworld, wydany 4 grudnia 2011 roku (równocześnie z kompilacją 1992–2012 The Anthology), zawierający jego największe przeboje z lat 1992–2011.

## Album

### Wydania
Trzypłytowa antologia 1992–2012 została ona wydana równocześnie z A Collection, jednopłytowym wydawnictwem zawierającym krótsze wersje przebojów zespołu z 1992–2012, a zarazem utwory, które na tymże wydawnictwie zostały pominięte, takie jak: „Beebop Hurry”, „Downpipe”, „The First Note Is Silent” i „King of Snake”.
Album ukazał się najpierw 4 grudnia 2011 roku jako digital download. 10 grudnia został wydany w Japonii w formie płyty CD, 23 stycznia 2012 roku wyszedł w takie samej formie w Wielkiej Brytanii, a 31 stycznia – w Stanach Zjednoczonych.

### Lista utworów
Lista według Discogs:
| 1.  | High Contrast – The First Note Is Silent (Radio Edit) Featuring – Tiësto, Underworld | 3:38    |
|     |                                                                                      |         |
| 2.  | Underworld – Scribble (Radio Edit)                                                   | 3:50    |
|     |                                                                                      |         |
| 3.  | Karl Hyde & Brian Eno – Beebop Hurry                                                 | 3:09    |
|     |                                                                                      |         |
| 4.  | Underworld, Mark Knight & D Ramirez – Downpipe (Radio Edit)                          | 3:19    |
|     |                                                                                      |         |
| 5.  | Underworld – Crocodile (Radio Edit)                                                  | 3:51    |
|     |                                                                                      |         |
| 6.  | Underworld – To Heal                                                                 | 2:56    |
|     |                                                                                      |         |
| 7.  | Underworld – Two Months Off (Radio Edit)                                             | 3:57    |
|     |                                                                                      |         |
| 8.  | Underworld – Jumbo (Radio Edit)                                                      | 4:08    |
|     |                                                                                      |         |
| 9.  | Underworld – Born Slippy (Nuxx) (Radio Edit)                                         | 4:24    |
|     |                                                                                      |         |
| 10. | Underworld – Dark And Long (Dark Train) (2011 Edit)                                  | 6:17    |
|     |                                                                                      |         |
| 11. | Underworld – Mmm Skyscraper I Love You (2011 Edit)                                   | 7:48    |
|     |                                                                                      |         |
| 12. | Underworld – Pearl's Girl (Radio Edit)                                               | 4:25    |
|     |                                                                                      |         |
| 13. | Underworld – Cowgirl (Live, 2000)                                                    | 3:41    |
|     |                                                                                      |         |
| 14. | Underworld – Rez (2011 Edit)                                                         | 6:02    |
|     |                                                                                      |         |
| 15. | Underworld – King Of Snake (Radio Edit)                                              | 3:52    |
|     |                                                                                      |         |
| 16. | Underworld – Moaner (Radio Edit)                                                     | 4:08    |
|     |                                                                                      |         |
|     |                                                                                      | 1:09:25 |
|     |                                                                                      |         |

## Odbiór

### Opinie krytyków
| Oceny łączne           | Oceny łączne |
| Publikacja             | Ocena        |
| ---------------------- | ------------ |
| Album of the Year      | 63/100       |
| Metacritic             | 67/100       |
| Recenzje               |              |
| Publikacja             | Ocena        |
| AllMusic               | [ 8 ]        |
| The New Zealand Herald | 3.5/5        |
| PopMatters             | 8/10         |
| Q                      | [ 7 ]        |
| RYM                    | 3.62/5       |
| Rolling Stone          | [ 12 ]       |
| Under the Radar        | 3/10         |

Album zyskał powszechne uznanie na podstawie 4 recencji krytycznych. 
„Ta jednopłytowa przejażdżka przez 20-letnią karierę Underworld spełnia swoją rolę, jednak nowicjusze powinni wiedzieć, że ten pierwszorzędny zespół techno ma już na swoim koncie kilka niezastąpionych albumów (Dubnobasswithmyheadman i Second Toughest in the Infants), a ponadto istnieje wydanie towarzyszące temu zestawowi (1992-2012), które zawiera "prawdziwe", pełnowymiarowe wersje większości z tych kawałków” – twierdzi David Jeffries z AllMusic.
Ian Mathers z magazynu PopMatters omawia łącznie obie kompilacje, 1992–2012 The Anthology i A Collection. „Dla wszystkich, których rozmiar [1992–2012] onieśmiela, Underworld wydał bez ogródek A Collection. Szesnaście utworów, ale tylko na jednym krążku, a przy tym wszystkie single mają od trzech do pięciu minut. Miło jest mieć skondensowane do długości popowego singla najgłówniejsze fragmenty takich utworów jak: 'Jumbo', 'Two Months Off' czy 'Pearls Girl' – przyznaje autor dodając, że choć „kolejność [utworów] jest trochę dziwna”, to w „większości materiał jest dobry”.
„Wydany z okazji 20 lat działalności Underworld (…) ten krótki, ostry zbiór kontrastuje z jego bardziej obszernym towarzyszem, Anthology 1992–2012” – zauważa redakcja The New Zealand Herald.
„A Collection oferuje jeden dysk z przyjaznymi dla szafy grającej wersjami znanych utworów Underworld” – twierdzi Lily Moayeri z magazynu Under the Radar wyjaśniając, iż „jedną z charakterystycznych cech tego zespołu są rozciągnięte utwory, które potrafią graniczyć z 10 minutami. Ta rozwlekłość Underworld nie jest wadą, raczej pozwala na pełne zanurzenie słuchacza w strumieniu świadomości zapętlonych rytmów. Edycje stworzone wyłącznie dla A Collection skracają te fantastyczne kompozycje do połowy, a czasem nawet do jednej trzeciej ich zamierzonej długości. Tak jest, wszystkie ulubione utwory amputowane, odcięte w kolanach. (…) To jest po prostu złe”. Wobec tego należy – jej zdaniem – sięgnąć po The Anthology, gdzie „utwory są w pełnej krasie i dano im trzy całe płyty do zapełnienia”.

## A Collection 2
18 marca 2016 roku ukazała się w Wielkiej Brytanii, Europie i Japonii (wyłącznie jako digital download) druga część kompilacji, A Collection 2. Zbiór, pomyślany jako aktualizacja części pierwszej, zawiera zremasterowane, dłuższe wersje nagrań singlowych oraz kilka nowych pozycji. 

### Lista utworów
Lista według Discogs:
| 1.  | Mmm...Skyscraper I Love You | 13:10   |
|     |                             |         |
| 2.  | Rez                         | 9:57    |
|     |                             |         |
| 3.  | Dirty Epic                  | 9:55    |
|     |                             |         |
| 4.  | Cowgirl                     | 8:28    |
|     |                             |         |
| 5.  | Dark & Long (Dark Train)    | 9:55    |
|     |                             |         |
| 6.  | Spikee                      | 12:31   |
|     |                             |         |
| 7.  | Born Slippy (Nuxx)          | 11:47   |
|     |                             |         |
| 8.  | Pearl's Girl                | 9:37    |
|     |                             |         |
| 9.  | Push Upstairs               | 4:34    |
|     |                             |         |
| 10. | Jumbo                       | 9:12    |
|     |                             |         |
| 11. | Shudder / King Of Snake     | 9:31    |
|     |                             |         |
| 12. | 8 Ball                      | 8:57    |
|     |                             |         |
| 13. | Two Months Off              | 9:11    |
|     |                             |         |
| 14. | Crocodile                   | 6:31    |
|     |                             |         |
| 15. | Scribble                    | 7:04    |
|     |                             |         |
| 16. | Caliban's Dream             | 7:15    |
|     |                             |         |
| 17. | And I Will Kiss             | 17:12   |
|     |                             |         |
|     |                             | 2:44:47 |
|     |                             |         |